# Антоніо Пазінато
Антоніо Пазінато (італ. Antonio Pasinato, нар. 24 лютого 1935, Больцано) — італійський футболіст, що грав на позиції . По завершенні ігрової кар'єри — тренер. Виступав, зокрема, за клуб «Лекко».
Чемпіон Італії. 

## Кар'єра гравця
Народився 24 лютого 1935 року в місті Больцано. Вихованець футбольного клубу Lancia Bolzan, simbolo та Lancia Bolzano.
У дорослому футболі дебютував 1955 року виступами за команду клубу «Кампобассо», в якій провів три сезони. 
Згодом з 1958 по 1962 рік грав у складі команд клубів «Нуова Чистерна», «Лекко» та «Мілан». Протягом цих років виборов титул чемпіона Італії.
Своєю грою за останню команду знову привернув увагу представників тренерського штабу клубу «Лекко», до складу якого повернувся 1962 року. Цього разу відіграв за клуб з Лекко наступні шість сезонів своєї ігрової кар'єри. Більшість часу, проведеного у складі «Лекко», був основним гравцем команди.
Завершив професійну ігрову кар'єру у клубі «Салернітана», за команду якого виступав протягом 1968—1970 років.

## Кар'єра тренера
Розпочав тренерську кар'єру, ще продовжуючи грати на полі, 1969 року, очоливши тренерський штаб клубу «Салернітана». 1984 року став головним тренером команди «Брешія», тренував клуб з Брешії два роки.
Згодом протягом 1988–1989 років очолював тренерський штаб клубу «Салернітана».
1989 року прийняв пропозицію попрацювати у клубі «Венеція». Залишив венеціанський клуб 1990 року. Протягом 1990 року очолював «Віченцу».
Протягом тренерської кар'єри також очолював команди клубів «Кавезе», «Іньїс Варезе», «Казертана», «Лекко», «Ночеріна», «Сольб'ятезе», «Про Васто», «Франкавілла», «Кампобассо», «Монца», «Таранто», «Ареццо» та «Палаццоло».
Наразі останнім місцем тренерської роботи був клуб «Лекко», головним тренером команди якого Антоніо Пазінато був з 2002 по 2004 рік.

## Досягненн

### Як гравця
«Мілан»
- Серія А
  -  Чемпіон (1): 1961/62

### Як тренера
«Брешія»
- Серія C1
  -  Чемпіон (1): 1984/85

«Касертана»
- Серія C2
  -  Чемпіон (1): 1980/81